# Университет Сент-Джорджес
Университет Сент-Джорджес (англ. St. George's University) — частная медицинская школа и международный университет в Гренаде, Вест-Индия.
Университет Сент-Джорджес основан 23 июля 1976 года. Занятия в Медицинской школе начались 17 января 1977 года. В 1993 году в университете появились программы бакалавриата и магистратуры. В 1996 году ему был присвоен статус Школы искусств и наук, а так же Программа последипломного образования. В 1997 году были добавлены курсы бакалавриата по международному бизнесу, наукам о жизни, медицине, доврачебной и доветеринарной медицине. Школа ветеринарной медицины, как и факультет общественного здравоохранения и профилактической медицины, была основана в 1999 год.

## История
Университет Сент-Джорджес был учреждён постановлением парламента Гренады 23 июля 1976 года. "Университет получил своё название в честь столицы Гренады, города Сент-Джорджес. Основателями были Чарльз Модика, Луи Модика, Эдвард Макгоуэн и Патрик Ф. Адамс. Занятия в Медицинской школе Сент-Джорджес начались 17 января 1977 года. Почти все преподаватели-основатели факультета получили образование в Соединенных Штатах или Европе.
Революция в 1979 году свергла диктатуру Эрика Гейри на Гренаде. Университет тогда едва открылся и имел набор в 630 студентов. На острове проживало около 1000 американцев (включая студентов, преподавателей, их семьи и т. д.).
В 1983 году правительство США начало операцию «Вспышка ярости». Студенты были эвакуированы, а классы временно переведены на Лонг-Айленд (штат Нью-Йорк), Нью-Джерси и Барбадос. Целью, изложенной администрацией США Рональда Рейгана для оправдания вторжения в Гренаду в октябре 1983 года, было спасение американских студентов-медиков в Университете Сент-Джорджес от опасности, которую представляет для них госпереворот. Также целью было вернуть страну к ее демократическому состоянию, статуса которой её лишил премьер-министр Гренады Морис Бишоп. В результате переворота Бишоп, несколько членов его правительства и несколько десятков мирных жителей были убиты. На острове был введён 24-часовой комендантский час. В течение нескольких дней после переворота единственная независимая информация, поступающая из Гренады, была от любительской радиосвязи, управляемой студентом Университета Сент-Джорджес.
В своих мемуарах Рональд Рейган описал возвращение в США студентов Сент-Джорджеса, как глубоко затронувшее его событие: «В тот момент, когда студенты сошли с самолётов и начали целовать американскую землю, на моих глаза, как и на глазах многих жителей нашей страны, навернулись слёзы».
В результате урагана «Иван» в 2004 году, студенты были вновь временно переведены в американские университетские городки. Позже был разработан комплексный план действий на случай появления урагана.
В августе 2014 года университет получил инвестиции в размере 750 миллионов долларов от «Baring Private Equity Asia» и «Altas Partners». В августе 2015 года основатель и бывший декан Медицинской школы Калифорнийского университета Дж. Ричард Олдс был назначен исполнительным директором и президентом школы. В мае 2017 года бывший исполнительный вице-президент по медицинским услугам компании CVS Health Доктор Эндрю Сассман был назначен генеральным директором университета.

## Кампус
Университету принадлежат 65 зданий на 17 гектарах земли, расположенных на полуострове в юго-западной части Гренады. Основное расширение кампуса, начатое в начале 1990-х, привело к появлению 52 новых зданий. Архитектура зданий выполнена в стиле георгианской архитектуры. На территории кампуса находится красивый пляж с чёрным песком, известный как «Mandem Beach».